# Idaea insulensis
Idaea insulensis là một loài bướm đêm trong họ Geometridae.